# PJ Ladd
Patrick John Ladd, profissionalmente conhecido como PJ Ladd, (nascido em 11 de janeiro, 1983) é um skatista profissional , base : regular. Ladd foi rotulado de "lenda da costa leste" pelo colega skatista profissional e chefe de equipe John Rattray maio 2013. 

## Biografia
Ladd nasceu em Rockland, Massachusetts, Estados Unidos (EUA) [3] e cresceu na cidade capital de Boston. Ladd revelou em uma entrevista de 2013 que o skate era um aspecto importante de sua infância em Boston: "Eu andava de skate minha caixa de e flatbar no armazém próximo a loja de autopeças do meu pai e, em seguida, apanhar o comboio para o centro de patinar Antes que eu patinou. Nesta fase concreto no estacionamento da escola. E antes disso, apenas na frente da minha casa. foi muito bom. "Também na entrevista de 2013, Ladd explicou que sua educação fortaleceu seu caráter e afirmou que ele é "grato" para a sua criação, apesar de ter sido difícil ", porque ele me [Ladd] fez ser quem eu sou". [4] 
Embora Ladd era bem conhecido na cena de skate local, Boston, antes que ele encabeçou Wonderful Life Horrible de vídeo PJ Ladd do Coliseu Skateshop, era sua parte na loja de vídeo de 2002, que o catapultou para a atenção da indústria de skate.
Disputa campeonatos profissionais pela Street League Skateboarding, é considerado um skatista de elite.  Ele pode ser visto nos mais recentes vídeos promocionais da Plan B Skateboards (empresa da qual faz parte da equipe de skatistas profissionais) chamado "Superfuture".
Ladd ganhou destaque na mídia internacional do skate, quando mostrou um grande potencial técnico na sua parte do vídeo PJ Ladd's Wonderful Horrible Life da skateshop Coliseum, em 2002. Logo em seguida, PJ apareceu novamente com um altíssimo nível de skate em sua parte, sem audio, do vídeo Really Sorry da Flip Skateboards, em 2003. A partir de então, PJ, foi reconhecido como um ícone do skate técnico mundialmente.

## Professional skateboarding
Antes
que ele se juntou a marca flip Skate , onde se tornou um piloto 
profissional , Ladd era um amador para Element Skateboards através da 
assistência de skatista profissional Donny Barley . [4] Em segundo filme
de flip da trilogia Desculpe realmente sinto muito, parte de vídeo do 
Ladd não apresentam uma trilha sonora que o acompanha e um cartão de título que diz " o silêncio é de ouro" prefacia a parte [6] .
Juntamente
com skatistas profissionais, como Paul Rodriguez , Ryan Gallant e Pat 
Duffy, Ladd se juntou reformou a empresa Plan B Skateboards. Ladd pode ser visto no vídeo promocional plano B Superfuture [7].
Além
de skatistas profissionais Arto Saari , Levi Brown e Tom Karangelov , 
Ladd é um membro da equipe do inaugural "NB #" ( " New Balance numérico "
), a equipe de skate que é de propriedade da empresa de calçados New 
Balance . Com
origens americanas na capital de Boston , Massachusetts, New Balance 
foi considerado um ajuste apropriado para Ladd , como ele é um nativo do
estado [2] Ladd afirmou após o anúncio da equipe da marca : . "Eu 
acredito em New Balance ser uma marca sem sapato besteira de Boston que faz sucesso e grandes sapatos. acho que tem muito a acrescentar ". [4]
Ladd
era um concorrente em Munique , Alemanha X Games "Real Street" evento 
de 2013, em que partes de vídeo adaptados dos concorrentes são votadas 
pelo público. O
adversário de Ladd na rodada de abertura foi Austyn Gillette e sua 
parte de vídeo consiste em truques realizados em bancos , bordas, e 
mesas de piquenique

## Games
Aparece nos jogos eletrônicos da Electronic Arts chamados Skate. , Skate 2 e Skate 3.
- PLANB (DECKS)
- VENTURE TRUCKS
- DIAMOND
- JESSUP GRIPTAPE
- BRICKHARBOR
- NEW BALANCE SHOES

## Videografia no Skate
- The Coliseum Video (1999)
- 411 VM Issue #37 (1999)
- Digital Skateboarding #2 (2000)
- Zoo York EST (2000)
- Logic #4 (2000)
- Edição 411 VM # 40 (2000)
- Edição 411 VM # 44 (2001)
- Edição 411 VM # 45 (2001)
- VM 411 Best of # 8 (2001)
- Big Brother Crap (2001)
- ON Primavera Vídeo Magazine (2001)
- Skateboarding Digital # 4 (2001)
- Skateboarding Digital # 5 (2001)
- Monkey Business Project of a Lifetime (2001)
- PJ Ladd's Wonderful Horrible Life - Coliseum (2002)
- éS Tour da Alemanha (2002)
- Flip Really Sorry (2003)
- éS Tour Europa (2003)
- Digital Skateboarding All Stars (2003)
- Digital Skateboarding # 10 Everyday (2003)
- Thrasher King of the Road (2003)
- Retratos Anti-sociais (2004)
- Volcom ChicagoF (2004)
- Sutilezas Transworld (2004)
- Coliseum Massacre de Boston (2004)
- Digital Skateboarding DiverCity # 12 (2005)
- Fourstar Funzone Super Campeão (2005)
- A Transworld Time To Shine (2006)
- Elwood First & Hope (2006)
- Plano B Live After Death (2006)
- Ian Vídeo Reids (2006)
- Especial (2008)
- Pj Ladd EA Skate Trailer (2008)
- Pj Ladd Welcome To DC (2008)
- Plano B Superfuture (2008)
- The Battle at The Berrics I, II, III, IV (2009-2011)